# Gloria Begué Cantón
Gloria Begué Cantón, (La Bañeza, León, 23 de gener de 1931 - Madrid, 27 de desembre de 2016) va ser catedràtica d'Economia Política i Hisenda Pública a la Universitat de Salamanca. Va guanyar l'oposició en 1964 i es va convertir en la primera dona catedràtica d'una facultat de dret i la quarta que aconseguia una Càtedra a Espanya. També va ser la primera dona degana de la universitat espanyola quan en 1969 va ser triada Degana de la Facultat de Dret. En 1977 va ser nomenada senadora per designació real en la Legislatura Constituent i en 1980, a proposta del Senat, Magistrada del Tribunal Constitucional, institució de la qual va ser Vicepresidenta des de 1986 fins a 1989.

## Trajectòria
Va compatibilitzar els estudis superiors de Dret i Ciències Econòmiques a la Universitat Complutense de Madrid obtenint la llicenciatura d'ambdues carreres i el doctorat en Dret. Posteriorment es va traslladar al Departament d'Economia de la Universitat de Chicago on de 1958 a 1961 va fer estudis de doctorat. En 1963 de retorn a Espanya va obtenir per oposició la plaça de professora adjunta d'Economia Política de la Facultat de Dret de la Universitat Complutense de Madrid i va ser adjunta de Teoria econòmica en la Facultat de Ciències Polítiques i econòmiques.
En 1964 va guanyar la Càtedra d'Economia Política i Hisenda Pública de la Facultat de Dret de la Universitat de Salamanca. En el concurs-oposició va obtenir el número u. Va ser la primera dona catedràtica en una facultat de dret i la quarta catedràtica de totes les facultats del país. En 1969 va ser triada Degana de la Facultat de Dret i es convertí en la primera dona degana de la universitat espanyola. Va presentar la seva dimissió en 1972 poc després de la seva reelecció per discrepàncies amb la política universitària del Ministeri.
Al juliol de 1977 va ser nomenada Senadora per designació real i forma part de les Corts Constituents Es va integrar en el grup parlamentari Agrupació Independent. Destaquen les seves intervencions en matèria educativa. A diferència d'altres senadors, Begué no va defensar al sector privat de l'ensenyament en contrast amb els sectors democristianos de UCD. En coherència amb aquesta posició, anys després, no formularia cap vot particular enfront de la sentència sobre la llei orgànica reguladora del dret a l'educació (LODE).
En finalitzar la Legislatura Constituent al desembre de 1979 va ocupar el càrrec de directora de l'Institut Regional de Castella i Lleó i així mateix despeñó la presidència de la Comissió Mixta Administració de l'Estat-Consell General de Castella i Lleó encarregada de gestionar el traspàs de competències.
En 1980, a proposta de UCD amb el suport del PSOE, va ser triada pel Senat magistrada del Tribunal Constitucional. En 1986 va ser triada Vicepresidenta d'aquest Tribunal per 8 vots a favor i 4 vots en blanc pel que va passar a presidir la Segona Sala del Tribunal. Era l'única dona en el Tribunal Constitucional. Considerada com un dels membres conservadors del tribunal, la seva elecció va ser interpretada per alguns mitjans de comunicació com el resultat de la voluntat de la majoria del tribunal per a bastir un pont a la minoria conservadora i també com una forma d'acabar amb els intents de dividir des de fora als 12 magistrats. Els mateixos mitjans destacaven que l'elecció era un reconeixement a la tasca de Gloria Begué com a magistrada, amb independència de les posicions ideològiques que hagi sostingut.
Va actuar com a ponent en més d'un centenar de sentències entre les quals destaquen les relatives al dret al treball, la presumpció d'innocència, l'objecció de consciència, l'escut de Navarra o l'autonomia universitària. Va votar en contra de l'expropiació de Rumasa per considerar-la inconstitucional, discrepant de la majoria socialista. Quant a la sentència sobre la llei que va despenalitzar parcialment l'avortament, va votar amb la majoria a favor de la inconstitucionalitat del projecte de llei, si no s'introduïen -com posteriorment es va fer- determinades modificacions en el definitiu text legal. Va ser també ponent de la sentència sobre la LOAPA.
Al febrer de 1989, en aconseguir el període màxim de nou anys, va cessar com a magistrada i vicepresidenta del Tribunal Constitucional i va tornar a la Universitat de Salamanca en la qual va exercir com a Catedràtica i Directora del Departament d'Economia Aplicada fins a la seva jubilació en 2001. En reconeixement de la seva trajectòria acadèmica, la Universitat de Salamanca li va concedir en 2004 la Medalla de la Universitat, "màxim guardó que s'atorga una persona o institució".
D'altra banda, va ser Presidenta de la Junta Gestora de l'Institut de Qüestions Internacionals i de la Fundació "Agrupació Independent del Senat", membre del Consell Científic de l'Institut Europeu d'Espanya i del Comitè d'Experts de la Expo 92, així com del Consell per al Debat sobre el Futur de la Unió Europea. Acadèmica electa de nombre de l'Acadèmia de Ciències Morales i Polítiques, va ser la primera dona que va accedir a aquesta Acadèmia.

## Distincions
- Gran cruz de la Orden de Isabel la Católica
- Gran cruz de la Orden del Mérito Civil
- Orden del Mérito Constitucional
- Medalla de la Universidad de Salamanca